# Vigilante Hideout
Vigilante Hideout è un film del 1950 diretto da Fred C. Brannon.
È un western statunitense con Allan Lane e Eddy Waller.

## Produzione
Il film, diretto da Fred C. Brannon su una sceneggiatura di Richard Wormser, fu prodotto da Gordon Kay per la Republic Pictures e girato nell'Iverson Ranch a Chatsworth, Los Angeles, California, da metà aprile a fine aprile 1950.

## Distribuzione
Il film fu distribuito negli Stati Uniti dal 6 agosto 1950 al cinema dalla Republic Pictures. È stato distribuito anche in Brasile con il titolo Vigilante Justiceiro.

## Promozione
La tagline è: DOUBLE-BARRELED JUSTICE catches up with a cold-blooded killer when "Rocky" takes up the chase!.